# Susenyos I de Etiopía
Susenyos I (también Susinios, Sisinnius, Susənyos; nombre de trono Malak Sagad III, Ge'ez: , mal'ak sagad, en amárico: mel'āk seged: , "ante quien los ángeles se inclinan"; 1572 – 17 de septiembre de 1632) fue Emperador de Etiopía de 1606 a 1632. Su padre fue Abeto (Príncipe) Fasilides, hijo de Abeto (Príncipe) Yakob, hijo de Dawit II. Como resultado, mientras algunas autoridades listan a Susenyos como miembro de la  dinastía Salomónica, otros le consideran a él, en lugar de su hijo, Fasilides, como fundador de la dinastía de Gondar (en última instancia, una rama de la dinastía Salomónica).
Manuel de Almeida, un Jesuita portugués que vivió en Etiopía durante el reinado de Susenyos, le describió como alto, con los rasgos de  un hombre de calidad, grandes y hermosos ojos "y una amplia y bien arreglada barba. Llevaba una túnica de terciopelo carmesí hasta debajo de la rodilla, pantalones de estilo morisco, fajín de muchas piezas grandes de oro bueno, y un manto exterior de damasco del mismo color, como un capelhar".

## Vida
De chico, un grupo de guerrilleros Oromo le capturaron a él y a su padre, manteniéndoles cautivos durante un año hasta que fueron rescatados por el Dejazmach Assebo. A su rescate, fue a vivir con la Reina Admas Mugessa, madre de Sarsa Dengel y viuda de Emperador Menas. Su madre era Ḥamelmal Wärq, que concibió a Susenyos con Fasilides mientras estaba casada con otro hombre.
En la década de 1590, Susenyos fue considerado como uno de los sucesores potenciales al trono, ya que los hijos del Sarsa Dengel eran muy jóvenes. Para eliminarle de la competición, la Emperatriz Maryam Sena hizo exiliarse a Susenyos, pero Susenyos consiguió huir y encontrar refugio entre los Oromo. A la muerte de su aliado de su, en otro tiempo aliado, el Emperador Za Dengel, fue proclamado su sucesor y regresó al reino, pese a que la lucha contra el Emperador Yaqob continuó.
Susenyos se convirtió en Emperador tras la derrota de Za Sellase, y la de Yaqob el 10 de marzo de 1607 en la Batalla de Gol al sur Gojjam. Después de su derrota, Za Sellase pasó a apoyar a Susenyos, pero se enfrentó con él a comienzos de su reinado, y fue encarcelado en un amba en Guzamn. Después de un año, Za Sellase logró huir y vivió como bandolero por un año hasta que fue asesinado por un campesino, que envió su cabeza al Emperador.
En 1608, una rebelión comenzó cerca de Debre Bizen. Como el cuerpo de Yaqob nunca fue encontrado tras la Batalla de Gol, había dudas acerca de si el Emperador anterior estaba verdaderamente muerto, y un pretendiente afirmó ser el Emperador muerto Yaqob. El pretendiente consiguió ocultar el hecho de no parecerse a Yaqob manteniendo parte de su rostro cubierto para ocultar las graves heridas en los dientes y en la cara que había sufrido en la batalla. El gobernador de Tigray, Sela Krestos, finalmente se enteró de la revuelta, y no confiando en la lealtad de una leva general de tropas atacó al rebelde con su propio ejército y los descendientes de los soldados portugueses que habían viajado con Cristóbal da Gama (hijo de Vasco da Gama) a Etiopía. Pese a derrotar a los rebeldes en tres ocasiones, el pretendiente logró huir de cada batalla para esconderse en las montañas de Hamasien.
Entretanto, el Emperador Susenyos estaba preocupado por los ataques de los Oromo. Un encuentro inicial con los Marawa Oromo cerca del curso superior del Reb acabó en derrota para los etíopes; Susenyos reunió a sus hombres e hizo un segundo ataque que dispersó a los Oromo. Los Marawa se aliaron con otros Oromo, y la fuerza unida entró en Begemder para vengar su derrota. A oír esto, el Emperador respondió llamando a su yerno Qegnazmach Julius y Kifla Krestos a unirse a sus tropas, y derrotó a los asaltantes en Ebenat el 17 de enero de 1608. Según James Bruce, la Crónica Real de Susenyos reporta que 12,000 Oromo resultaron muertos mientras que sólo 400 del lado del Emperador cayeron. Con la amenaza Oromo resuelta, Susenyos ahora podría dirigir su atención al pretendiente Yaqob; marchó a Axum a través de Lamalmo y Waldebba, donde fue coronado emperador formalmente el 16 de marzo de 1608, en una ceremonia descrita por João Gabriel, el capitán del portugués en Etiopía. A pesar de este acto de legitimación, Susenyos no tuvo suerte alguna en la captura del pretendiente, y tuvo que dejar la tarea a su sirviente Amsala Krestos. Amsala Krestos indujo a dos hermanos que se habían unido a la rebelión a asesinar al pretendido Yaqob, que enviaron la cabeza del muerto a Susenyos. Sin bufanda ocultando sus rasgos, escribe Bruce, "ahora parecía, que nunca tuvo cicatrices en su cara, mandíbula rota, ni pérdida de dientes; pero la cobertura pretendía sólo ocultar el poco parecido que tenía con el rey Jacob, muerto, como  dijimos antes, en la batalla de Lebart."
En 1615,  conquistó y anexionó el Reino de Fazughli al Imperio etíope, en las fronteras del Sultanato de Sennar. El emperador envió sacerdotes para renovar el cristianismo ortodoxo a la provincia, aunque  parece que los misioneros se vieron envueltos en disputas doctrinales, y sus logros fueron limitados
Según su Crónica Real, Susenyos hizo sentir su poder a lo largo de su frontera occidental desde Fazogli, o Fazughli, al norte a Suakin.

## Susenyos y el catolicismo
El reinado de Susenyos es quizá conocido como el breve periodo en que el catolicismo se convirtió en religión oficial. El Emperador se interesó en el catolicismo, en parte debido a las acciones de Pedro Páez, pero también en la esperanza de ayuda militar de Portugal y España (unidas en tiempo de Susenyos). Algunas décadas antes, en 1541, Cristóbal da Gama había dirigido una expedición militar para salvar el emperador etíope Gelawdewos de la amenaza de Ahmed Gragn, un musulmán Imam que estuvo a punto de destruir el estado etíope. Susenyos esperaba recibir un contingente nuevo de soldados europeos bien equipados, esta vez contra los Oromo, que asolaban su reino, y para sofocar las constantes rebeliones. Dos cartas de este esfuerzo diplomático sobreviven, las cuales confió a Páez para enviar a Europa: la enviada al Rey de Portugal está datada el 10 de diciembre de 1607, mientras que otra, enviada al Papa, data del 14 octubre del mismo año; ninguna menciona su conversión, pero ambas piden soldados. Mostró a los misioneros Jesuitas su favor mediante la concesión de tierras, especialmente en Gorgora, en una península en la orilla del norte de Lago Tana.
En 1613, Susenyos envió una misión a Madrid y Roma, dirigida por el sacerdote Jesuita António Fernandes. El plan era dirigirse al sur, y alcanzarMalindi, un puerto en el océano Índico en la actualKenia, esperando romper el efectivo bloqueo creado por las conquistas Otomanas alrededor del imperio etiópico y circunnavegar completamente el sur de África. Sin embargo, no consiguieron alcanzar Malindi, debido a los retrasos causados por los cristianos locales hostiles a la misión.
Susenyos, al menos públicamente se convirtió al catolicismo en 1622, y se separó de todas sus mujeres y concubinas excepto de su primera mujer, Wäld Śäʿala. Aun así, el tolerante y sensible Pedro Páez murió poco después, y fue reemplazado por Afonso Mendes, que llegó a Massawa el 24 de enero de 1624. E. A. Wallis Budge ha afirmado que la opinión sobre este hombre era de ser "rígido, poco comprometido, de mente estrecha e intolerante." Conflictos y rebeliones sobre los cambios impuestos comenzaron a los pocos día de la ceremonia pública de Mendes en 1626, donde proclamó la primacía de Roma y condenó las prácticas locales, incluyendo el Sabbath y los ayunos frecuentes. Aun así un número de Etíopes abrazó el catolicismo: Richard Pankhurst informa de que, tan solo en Dembiya y Wegera se convirtieron 100.000 personas. La respuesta más seria fue lanzada por un triunvirato compuesto de su medio-hermano Yimena Krestos, un eunuco llamado Kefla Wahad, y su cuñado Julius. Susenyos evitó un primer intento de asesinato en la corte, pero mientras hacía campaña contra Sennar se levantó una revuelta, llamando a "todos aquellos que fueran amigos de la fe Alejandrina". No obstante, Susenyos había regresado a Dembiya antes de lo que los rebeldes esperaban, matando a Julius rápidamente. Yimena Krestos resistió algo más tiempo en Melka Amba en Gojjam, antes de que Af Krestos le capturara y le llevara a Dankaz donde Susenyos tenía su campamento; aquí el hermano del Emperador fue juzgado y condenado al destierro.
Se produjeron más revueltas, algunas dirigidas por campeones de la Iglesia ortodoxa. Una de las que resistió todos los esfuerzos de Susenyos fue la de los Agaw en Lasta. Su líder fue Melka Krestos, pariente lejano de la dinastía salomónica, que había sido reclutado por los Agaw. La primera campaña de Susenyos que comenzó en febrero de 1629 reclutó un ejército de 30,000 hombres en Gojjam, fue rechazada y su yerno Gebra Krestos murió. Mientras que el jefe de caballería de Melka Krestos murió junto con 4000 hombres no mucho tiempo después mientras saqueaban Tigray, al mismo tiempo los hombres de Lasta lanzaron una redada exitosa desde sus montañas hasta los territorios de Susenyoso. Cuando este intentó una segunda expedición contra los rebeldes de Lasta, Susenyos encontró la moral de sus hombres tan baja que se vio forzado a permitirles observar los tradicionales ayunos de miércoles - lo que supuso un inmediato reproche por parte del Patriarca Católico. A pesar de que Susenyos se defendió elocuentemente, Bruce nota que "a partir de entonces, está claro que Socinios empezó a entretener ideas, al menos en cuanto a disciplina eclesiástica y de gobierno, muy contrarias a las que tenía cuando abrazó por primera vez la religión romana." A pesar de esta concesión a sus tropas, y a pesar del hecho de que llegaron a los cuarteles de Melka Krestos, sus fuerzas cayeron a una emboscada y Susenyos tuvo que regresar a Dankaz con las manos vacías.

Susenyos intentó una campaña más contra los rebeldes, sólo para encontrar a sus hombres amotinados. No veían fin a las expediciones a Lasta, y a su regreso afrontaron las ejecuciones utilizadas para instaurar el catolicismo en Etiopía. Aunque expresando algún escepticismo, Bruce afirma que la Crónica Real dice que su hijo dijo a las tropas que si vencían en Lasta, el Emperador restauraría las prácticas etíopes tradicionales. Sin embargo, cuando marcharon tras Susenyos a Lasta, sus espías informaron que Melka Krestos había bajado de Lasta con 25,000 hombres, y estaba al alcance. El 26 de julio de 1631 los ejércitos chocaron; 8,000 rebeldes murieron y Melka Krestos huyó. A la vista del campo de batalla, se dice que Fasilides, el hijo de Suseynos, dijo, 
Estos hombres, a quienes ves masacrados en la tierra, no eran Paganos ni Mahometanos, de cuya muerte nos regocijamos— eran cristianos, últimamente vuestros temas y vuestros paisanos, algunos de ellos parientes vuestros. Esto no es una victoria, lo que hemos obtenido. Al matar a estos, conduces la espada a tus propias entrañas. Cuántos hombres te tienen slaughtered? Cuántos más tenerte para matar? Hemos devenido un proverbio, incluso entre el Pagans y Páramos, para llevar en esta guerra, y apostatizing, cuando  dicen, de la fe de nuestros antepasados.
 Menos de un año después, el 14 de junio de 1632 Susenyos anunció que aquellos que siguieran la fe católica podrían hacerlo, pero que nadie sería obligado a ello. Al llegar a este punto, todo lo que el Patriarca Mendes pudo hacer en respuesta que esta era, de hecho, la voluntad real del Emperador, su protector. La Etiopía católica había llegado a su fin.

## Sucesión
En 1630, el Virrey de Begemder, Sarsa Krestos, proclamó emperador al hijo de Susenyos, Fasilides; Sarsa Krestos fue rápidamente capturado y ahorcado. A pesar de esto, padre e hijo mantuvieron buenas relaciones. Después de anunciar su acto de toleración, Susenyos abdicó a favor de su hijo, Fasilides. Está enterrado en la iglesia de Genneta Iyasus.

## Lectura más lejana
- Richard K. P. Pankhurst. Las Crónicas Reales etiópicas. Adís Abeba: Oxford Prensa Universitaria, 1967.
- E. Un. Wallis Budge. Una Historia de Etiopía: Nubia y Abisinia, 1928. Oosterhout, el Netherlands: Publicaciones Antropológicas, 1970.

| Preceded by Yaqob | Emperador de Etiopía 1606–1632 | Succeeded by Fasilides |

- Datos: Q738321